# 海南省人民代表大会
海南省人民代表大会（简称海南省人大）是中华人民共和国海南省的省级地方国家权力机关，其常设机构为海南省人民代表大会常务委员会。

## 历史沿革
1949年10月1日中华人民共和国成立后，根据《共同纲领》的规定，在地方人民代表大会召开之前，由协商产生的地方各界人民代表会议代行地方人民代表大会职权。1950年9月，海南第一届各界人民代表会议第一次会议在琼山县府城镇举行，选举产生海南各界人民代表会议协商委员会。1953年1月，中央人民政府委员会通过决议，决定从1953年起逐级召开由人民普选产生的各级人民代表大会。海南作为广东省的一个行政区域，由海南黎族苗族自治州和各市县选举产生省人大代表，并组成海南代表团出席广东省人民代表大会。文化大革命时期，人民代表大会制度遭受破坏，其职权被革命委员会取代。
1984年1月，经中共广东省委批准，成立海南行政区人大筹备组，赵光炬任组长。1984年5月，海南行政公署被撤销，转而成立海南行政区人民政府，成为一级地方国家行政机关。1988年6月，根据筹备组报告，成立海南省人民代表大会的条件尚不具备，拟召开海南省人民代表会议代行海南省人民代表大会职权。1988年8月，海南省人民代表会议第一次会议在海口召开，选举产生了由32人组成的海南省人民代表大会常务委员会。1993年1月，海南省第一届人民代表大会第一次会议在海口召开，标志着海南省人民代表大会的成立。

## 组织机构

### 专门委员会
海南省第五届人民代表大会共设置2个专门委员会：法制委员会和财政经济委员会。海南省第六届人民代表大会第二次会议增设了社会建设委员会。